# Поліщук Валер'ян Львович
Валер'я́н Льво́вич Поліщу́к (19 вересня (1 жовтня) 1897, Більче Боремельської волості Дубенського повіту Волинської губернії, нині — Демидівський район Рівненської області — 3 листопада 1937, Сандармох) — український радянський письменник, поет і прозаїк, літературний критик, публіцист доби розстріляного відродження.
Жертва сталінських репресій.

## Життєпис

Валер'ян Поліщук

Народився в сім'ї селян-хліборобів. Навчався в Луцькій (1911–1913) і Катеринославській гімназіях (1914–1917), по закінченні останньої навчався в Інституті цивільних інженерів у Петрограді та на історико-філологічному факультеті в Кам'янець-Подільському державному українському університеті.
Член УПСР з 1919 року. 1918 року очолив Боремельський волосний земельний комітет, працював у газеті «Народная воля» і секретарем журналу «Шлях», з 1919 року — секретарем газети «Республіканець» у Катеринославі.
Брав участь у повстанні Директорії, був інтернований, редагував у Кам'янці-Подільському студентський журнал «Нова думка» (1920). 1920 року повернувся до Києва, співпрацював у газеті «Більшовик».
У 1921 році разом з Петром Єфремовим і Валер'яном Підмогильним у Січеславі (нині Дніпро) опублікував альманах «Вир революції».
Того ж року перебрався до Харкова, працював у різних газетах.
1919 року видав поему «Сказання давнєє про те, як Ольга Коростень спалила», написану за мотивами відомого літопису та під впливом реалій російсько-української війни. Згодом переїздить до Києва, де знайомиться з творчою молоддю. Особисте знайомство й спілкування з Павлом Тичиною спонукало Валер'яна Поліщука переглянути підхід до власних поезій. Тичина заохотив його до пошуків нової художньої якості в ліриці. То були часи повного взаєморозуміння поетів. Вони навіть хотіли видавати спільний альманах або збірник, утворити Київську філію Всеукраїнської федерації пролетарських письменників, яку мав очолити Павло Тичина. Невдовзі керівником цієї ефемерної організації став Микола Хвильовий, з яким Валер'ян Поліщук опублікував спільну збірку «2» (1922).

Валер'ян Поліщук і Микола Хвильовий, 1920-ті роки

Валер'ян Поліщук. Прага, 1925 р.

Ранній Валер'ян Поліщук декларував «неореалізм пролетарського змісту, що виростав з революційного романтизму», мріяв створити синтетичне мистецтво, в якому б гармонійно поєдналися всі наявні течії. Водночас у своєму пориванні до синтетичного мистецтва, мистецтва революційного динамізму, він обстоював ідею мистецтва універсального, поза часом і простором («мистецтво не залежить від місця або нації, яка його створила»). Таку надію він покладав на альманах «Гроно» (1920), що було спробою «бодай хоч наблизитися до того істинного шляху» в мистецтві, який би відповідав духовній структурі «нашої доби великих соціальних зрушень».
Прагнучи піднести поетичне слово до рівня запитів сучасності, поет великі надії покладав на верлібр як єдину віршовану систему, здатну передати стрімку ритміку нової доби. Віршовані верлібри становили основу першої збірки Поліщука «Сонячна міць» (1920), якою він вперше по-справжньому заявив про себе. Поліщук спершу належав до літературної організації «Гарт», але 1925 року заснував у Харкові модерністську групу «Авангард», що обстоювала програму конструктивного динамізму (за нею поезії належало оспівувати модерну цивілізацію і світ технічної революції). Проте Поліщук долав межі суто авангардистських постанов. І тому в його творчому доробку «знаходимо поетичні пейзажі („Цвіркуни“, „Лан“, „Нуга“) зі збірки „Радіо в житах“ (1923), які по своїй музичності і глибокому чуттю, можливо навіть не поступляться Тичині» (О. Білецький).
Вірність комуністичним ідеям Поліщука найяскравіше відобразилася в його поемах та поетичних збірках «Ленін» (1922), «Дума про Барабашиху» (1922), «Жмуток червоного» (1924), «Европа на вулкані» (1925), «Металевий тембр» (1928) та «Електричні заграви» (1929). Поліщук також написав короткі романи «Червоний поток» (1926) та «Григорій Сковорода» (1929) і книгу про Донбас, «Повість металу й вугілля» (1931).

## Репресії та загибель

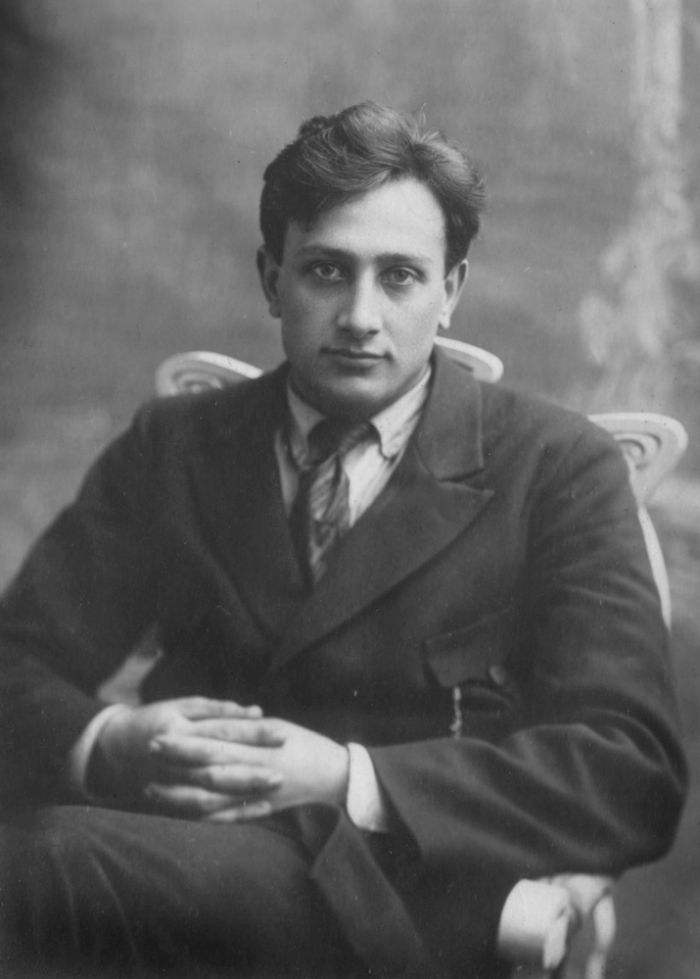
Валер'ян Поліщук

23 квітня 1932 року під приводом недостатнього зв'язку з письменницькими масами й зловживань вузькогруповою політикою влада розпускає так звані пролетарські, а разом з ними й решту письменницьких організацій. Натомість створено Всесоюзну спілку совєтських письменників з виразно комуністичною ідеологією. На чолі спілки поставили Максима Горького. Українських письменників суворо підпорядкували російському центру.
Усі, хто так чи інакше орієнтувався на Захід, на Європу, хто не бажав іти московським шляхом, хто пробував і далі експериментувати з формою, були приречені на знищення. Не оминула ця доля й Валер'яна Поліщука. У листопаді 1934 р. його, разом із М. Любченком, М. Кулішем, Г. Епіком, В. Підмогильним, В. Вражливим, Є. Плужником, В. Штангеєм, Г. Майфетом, О. Ковінькою органи ДПУ звинуватили в приналежності до так званого Центру антирадянської боротьбистської організації й заарештували.
Після арешту Валер'яна Поліщука його дружина Олена (справжнє ім'я Рахіль) виїхала з Харкова до Москви, узявши лише дітей (син Марк-Реон і донька Люцина-Електра) та валізу з книжками, рукописами й листами чоловіка.
На закритому засіданні виїзної сесії Військової колегії Верховного суду СРСР 27–28 березня 1935 року Поліщукові ухвалено вирок: 10 років виправно-трудових таборів. Покарання відбував у таборі особливого призначення на Соловках.
Наприкінці 1937 — на початку 1938 року окрема трійка Управління НКВС по Ленінградській області (голова — Л. Заковський, члени — В. Гарін та Б. Позерн, секретар — М. Єгоров) оформила низку групових справ, засудивши до розстрілу 1825 соловецьких в'язнів, яких перевели на тюремний режим (Соловецька тюрма окремого призначення). За справою № 103010/37 р. найбільше було засуджено до розстрілу саме українців — Омеляна Волоха, Марка Вороного, Миколу Зерова, Антона Крушельницького, Миколу Куліша, Леся Курбаса, Юрія Мазуренка, Валер'яна Підмогильного, Павла Филиповича, Клима Поліщука та інших. Постанова трійки по Валер'яну Поліщуку датована 9 жовтня. Оперативна частина Соловецької тюрми звинуватила їх у тому, що, «залишаючись на попередніх контрреволюційних позиціях, продовжуючи контрреволюційну шпигунську терористичну діяльність, вони створили контрреволюційну організацію „Всеукраїнський центральний блок“».
Вивезений із Соловків з великим етапом в'язнів Соловецької тюрми і страчений 3 листопада 1937 р. в урочищі Сандармох поблизу Медвеж'єгорська (нині Республіка Карелія, РФ).
Реабілітований посмертно — Військовою колегією Верховного суду СРСР (04.08.1956) і Військовим трибуналом Ленінградського військового округу (12.11.1962).
Тривалий час рідні нічого не знали про страту Валер'яна Поліщука: 1943 року їм видали свідоцтво про смерть письменника, але в тому документі зазначена неправдива інформація — мовляв, він помер у в'язниці 1942 року від перитоніту. Лише 1988 року з Військового трибуналу Ленінградського військового округу рідним митця повідомили, що його розстріляно за рішенням особливої трійки УНКВС Ленінградської області (місце поховання не вказано).

## Твори

### Прижиттєві видання
- Сказання давнєє про те, як Ольга Коростень спалила (Ліро-поема). — Катеринослав, 1919.
- На полях. Батькові і матері. — Київ, 1920.
- Соняшна міць. Поезії 1920 року. — Київ, 1920.
- Чотири мініятюри. — Київ, 1920.
- Вибухи сили. Поезії 1921 року. — Київ-Катеринослав, 1921.
- Як писати вірші (Практичні поради для початку). — Харків, 1921.
- Дума про Бармашиху. — Харків, 1922; 2-ге вид. — Київ, 1931. [Архівовано 22 травня 2017 у Wayback Machine.]
- Книга повстань. Поезії 1919—1921 років. — Харків, 1922.
- Ленін. — Харків, 1922; 2-ге вид. — Харків, 1923; рос. пер. — Харьков, 1923.
- Ярина Курнатовська (Ритмований роман). — Харків, 1922. [Архівовано 22 травня 2017 у Wayback Machine.]
- Адигейський співець. — Харків, 1923; рос. пер. «Адыгейский певец» — Харків, 1928; білор. пер. «Адыгейскі пясьняр» — Менск, 1929.
- Капітан Шредер. — Харків, 1923.
- Поліщук В Радіо в житах. Поезії. 1922—1923. — Харків, 1923.
- Адигейський співець (Поема). «Червоний шлях» №1.  — Харків, 1923.
- Дівчина. — Харків, 1924; 2-ге вид. — Харків, 1925. [Архівовано 4 серпня 2020 у Wayback Machine.]
- Жмуток червоного. Збірка поезій 1923—1924 рр. — Харків, 1924.
- Сміло в ногу. — Харків, 1924.
- Громохкий слід. Поезії. 1922—1924. — Харків, 1925.
- Европа на вулкані. — Харків, 1925.
- 15 поем. 1921—1924. — Харків, 1925.
- Роскол Европи. Художньо-соціальні та побутові нариси. — Харків, 1925.
- Червоний поток. Роман. 1924—1925. — Харків, 1926. [Архівовано 22 травня 2017 у Wayback Machine.]
- Літературний авангард. Перспективи розвитку української культури, полемика і теорія поезії. — Харків, 1926. [Архівовано 22 травня 2017 у Wayback Machine.]
- Бездрик Кумедник та Комашка Горупашка. — Харків, 1926.
- Геніальні кристали. — Київ, 1927. [Архівовано 22 травня 2017 у Wayback Machine.]
- Металевий тембр. Поезії індустріальної доби. — Харків, 1927.
- Остання війна. Збірка військових поезій. — Харків, 1927. [Архівовано 22 травня 2017 у Wayback Machine.]
- Пульс епохи. Конструктивний динамізм, чи войовниче назадництво. — Харків, 1927.
- Козуб ягід. Оповідання, афоризми, бризки мислі й творчості, стежки думок і алегорії людини, яку життя приперчило. — Харків, 1927. [Архівовано 22 травня 2017 у Wayback Machine.]
- Господаримо. — Харків, 1928.
- Григорій Сковорода. Біографічно-ліричний роман з перемінного болісного та веселого життя українського мандрівного філософа. — Харків, 1929.
- Електричні заграви. Найновіші поезії. — Харків, 1929.
- Книга повстань. Вид. 2-е, доп. Т. 1. Ч. 1. Поезії 1917—1921 років. — Харків, 1929.
- Зеніт людини. — Харків, 1930. [Архівовано 22 травня 2017 у Wayback Machine.]
- Прометей і людство. Оновлена легенда. — Харків, 1930.
- Роден і Роза. — Харків, 1930.
- Мудрий слон. — Харків, 1930.
- Рейд у Скандинавію. — Харків, 1931.
- Повість металу й вугілля. Книжка про Донбас. — Харків, 1931.
- Пригода. Поема для дітей. — Одеса, 1931.
- Зелений шкідник. — Харків, 1933.
- Шпаченя. — Харків, 1933. [Архівовано 22 травня 2017 у Wayback Machine.]
- Що їх врятувало. Книга для дітей. — Харків, 1933.

### Посмертні видання
- Поліщук В. Вибране. — К.: Дніпро, 1987. — 317 с.; упоряд. З. Суходуб
- Поліщук В. Мудрий слон /твори для дітей/. — Львів: Каменяр, 1990. — 64 с.; упоряд. З. Суходуб
- Поліщук В. Блажен, хто може горіти … : автобіографія, щоденники, листи / В. Поліщук ; упоряд. З. Суходуб. — Рівне: Азалія, 1997. — 132 с. — (Серія книги «Реабілітовані історією»).
- Поліщук, В. Коли жити — гордо жити! : літ. спадщина. Спогади про Валер'яна Поліщука. У вінок поету / Валер'ян Поліщук ; упоряд. З. Суходуб. — Рівне: Азалія, 1997. — 184 с.
- Ярина В. Збірка творів: повне посмерт. вид. [Архівовано 10 листопада 2017 у Wayback Machine.] / Виктор Ярима (В. Я. Писаревський) ; ред. та вступ. ст. В. Поліщука ; матеріали зібрали: Л. Писаревська, З. Білоусова. — Харків: Держ. вид-во України, 1930. — 308 с. (Київ: НБУ ім. Ярослава Мудрого, 2016).

## Аудіозаписи
Валер'ян Поліщук. «Останній лист»: https://www.youtube.com/watch?v=f0y-5gLnwcw [Архівовано 6 листопада 2021 у Wayback Machine.]

## Згадки в сучасній культурі
Дванадцятий епізод подкасту "Будинок «Слово» присвячений життю та творчості Валер'яна Поліщука. Послухати його можна на всіх зручних подкаст-платформах: Apple Podcasts, Spotify, SoundCloud, Google Podcasts.